# James Garner
James Garner, nato James Scott Bumgarner (Norman, 7 aprile 1928 – Los Angeles, 19 luglio 2014), è stato un attore statunitense.
Volto noto della televisione per il ruolo di protagonista nelle serie televisive di successo Maverick (1957-1960) e Agenzia Rockford (1974-1980), sul grande schermo fu attivo soprattutto negli anni sessanta, con una serie di commedie brillanti in cui duettò con molte star femminili, e negli anni settanta, quando interpretò diverse altre commedie, soprattutto a sfondo western.
Candidato al Premio Oscar nel 1985 per l'interpretazione in L'amore di Murphy, nella lunga carriera vinse 2 Emmy Award e 2 Golden Globe. Ha una stella alla Hollywood Walk of Fame (categoria Star della TV).

## Biografia
Ultimo di 3 fratelli, James Garner perse la madre a soli 4 anni: il padre mandò i figli da parenti e, dopo essersi risposato nel 1934, li riprese con sé. I tre fratelli ebbero un rapporto conflittuale con la matrigna, specialmente il giovane James, che veniva picchiato, anche in pubblico. A 14 anni un violento litigio fra il bambino e la donna pose fine al matrimonio e per James, dopo che il padre si trasferì a Los Angeles, la vita cambiò: lasciò la scuola e iniziò una serie di piccoli lavori, prima di entrare a 16 anni nella marina mercantile statunitense. Partecipò alla Guerra di Corea per 14 mesi, durante i quali fu ferito due volte; ricevette anche una medaglia al valore militare (una seconda onorificenza gli fu consegnata nel 1983, 32 anni dopo).
Ritornato in patria nel 1954, un amico lo convinse a recitare come comparsa a Broadway, in una versione teatrale tratta da L'ammutinamento del Caine: dopo qualche anno di gavetta televisiva, fu notato da Franklin Adreon che gli affidò il ruolo di protagonista nella serie televisiva western Maverick, che decretò il suo successo. Contemporaneamente lavorò anche nel cinema. Apparve, tra gli altri, in Sayonara (1957) di Joshua Logan, con Marlon Brando, e Commandos (1958) di William A. Wellman. Negli anni successivi la sua attività artistica si divise tra piccolo e grande schermo.
Sposato con Lois Clarke dal 1956, ebbe una figlia, Gigi, oggi scrittrice e cantautrice. Adottò anche Kimberly, la figlia che la moglie aveva avuto da un precedente matrimonio.

### Morte
Morì la sera del 19 luglio 2014, all'età di 86 anni, nella sua casa a Los Angeles a seguito di un infarto miocardico acuto.

## Carriera

### Televisione

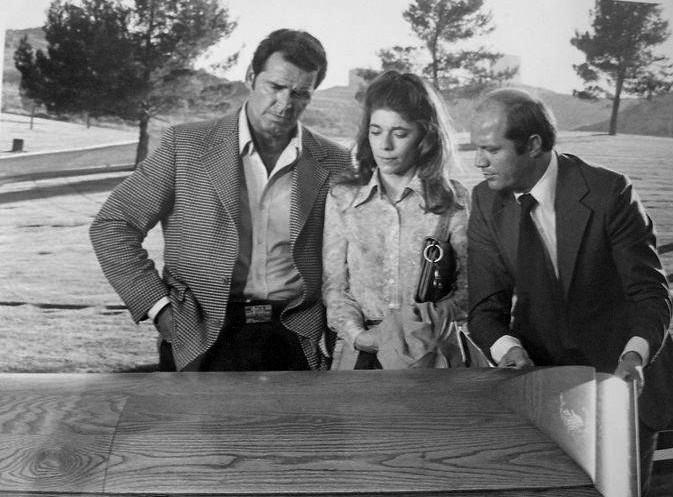
James Garner (primo a sinistra) nella serie Agenzia Rockford (1974)

Tra gli anni cinquanta e ottanta nella televisione non solo statunitense James Garner fu un volto notissimo, principalmente per il ruolo del giocatore di poker Brett Maverick nella serie televisiva Maverick, in onda tra il 1957 e il 1960. L'omonimo film del 1994 di Richard Donner con Mel Gibson tentò di riprenderne il successo e Garner vi comparve nel ruolo secondario di Zane Cooper.
Per i primi sette episodi della serie Garner fu l'unico protagonista; in seguito, la Warner Bros. produttrice della serie, gli affiancò un fratello del protagonista, Bart (interpretato da Jack Kelly). La serie ebbe un successo notevole, rivaleggiando con l'Ed Sullivan Show e lo Steve Allen Show. Tuttavia, per dispute con la Warner, Garner lasciò la serie alla terza stagione, e il suo personaggio fu sostituito da un cugino inglese del protagonista, Beauregarde, interpretato (per 16 episodi) da Roger Moore.
Il successo televisivo di Garner fu bissato circa un decennio più tardi, grazie al ruolo dell'investigatore Jim Rockford in Agenzia Rockford (che gli valse un Emmy nel 1977). Protagonista assoluto (spesso non ricorreva nemmeno all'ausilio degli stuntmen), Garner dovette lasciare la serie per problemi fisici, dopo aver subito vari incidenti soprattutto alle ginocchia, già compromesse in Corea, per le quali era sottoposto a sette operazioni chirurgiche negli anni settanta.
Agli inizi degli anni ottanta fu testimonial in una serie di spot televisivi (prodotti dalla DDB) per reclamizzare le macchine fotografiche Polaroid. In anni più recenti recitò, tra gli altri, in Tutta colpa della neve (1999) di Roger Young, al fianco di Julie Andrews.

### Cinema
Protagonista in TV ma spesso caratterista al cinema, Garner faticò non poco per sfuggire all'etichetta di attore televisivo. Nella prima parte della sua carriera si specializzò nel genere brillante, cui appartengono ad esempio Venere in pigiama (1962) di Michael Gordon, con Kim Novak, Letti separati (1963) di Arthur Hiller, con Lee Remick, Fammi posto tesoro (1963) di Michael Gordon e Quel certo non so che (1963) di Norman Jewison, in entrambi i quali apparve accanto a Doris Day, Tempo di guerra, tempo d'amore (1964) di Arthur Hiller, con Julie Andrews, L'arte di amare (1965) di Norman Jewison e Uffa papà quanto rompi! (1968) di Jerry Paris. Nel 1966 affiancò Melina Merkouri, Anthony Franciosa e Sandra Dee nel film di spionaggio M 5 codice diamanti di Ronald Neame e Cliff Owen.
Attore versatile e di bella presenza, ebbe ruoli di rilievo anche in film drammatici come Quelle due (1961) di William Wyler e Una donna senza volto (1966) di Delbert Mann, e in western come Duello a El Diablo (1966) di Ralph Nelson e L'ora delle pistole (1967) di John Sturges. Si distinse, in particolare, per le interpretazioni del maggiore Hendley nel kolossal bellico La grande fuga (1963) di John Sturges, al fianco di Steve McQueen, James Coburn e Charles Bronson, del pilota Pete Aron in Grand Prix (1966) di John Frankenheimer e del detective Philip Marlowe, creato da Raymond Chandler, nel noir L'investigatore Marlowe (1969) con la regia di Paul Bogart, che dirigerà l'attore anche in Il magliaro a cavallo (1971).
Dopo alcuni film minori, come Il dito più veloce del West (1968) di Burt Kennedy, Sledge (1970) di Vic Morrow, L'infallibile pistolero strabico (1971) di Burt Kennedy e Un piccolo indiano (1973) di Bernard McEveety, prodotto dalla Disney, nel 1980 recitò nel film Health di Robert Altman, accanto a Lauren Bacall, sua partner anche nel successivo Un'ombra nel buio (1981) di Ed Bianchi. Nel 1985 affiancò Sally Field in L'amore di Murphy di Martin Ritt e, nonostante avesse già avuto modo di recitare egregiamente nel film di successo Victor Victoria (1982) di Blake Edwards, ove ritrovò Julie Andrews, faticò a convincere la Columbia ad affidargli il ruolo che gli valse la sua prima candidatura agli Oscar. Nel 1988 venne nuovamente diretto da Edwards in Intrigo a Hollywood, accanto a Bruce Willis.
Negli anni novanta le sue partecipazioni cinematografiche diminuirono sensibilmente, ma lo si ricorda soprattutto in Il distinto gentiluomo (1992) di Jonathan Lynn, Fuga dalla Casa Bianca (1996) di Peter Segal e Space Cowboys (2000) di Clint Eastwood. La sua ultima apparizione sul grande schermo è in L'ultimo regalo (2006) di Michael O. Sajbel.

## Filmografia

### Cinema
- Soli nell'infinito (Toward the Unknown), regia di Mervyn LeRoy (1956)
- La ragazza che ho lasciato (The Girl He Left Behind), regia di David Butler (1956)
- Il cerchio della vendetta (Shoot-Out at Medicine Bend), regia di Richard L. Bare (1957)
- Sayonara, regia di Joshua Logan (1957)
- Commandos (Darby's Rangers), regia di William A. Wellman (1958)
- Quota periscopio! (Up Periscope), regia di Gordon Douglas (1959)
- Quelle due (The Children's Hour), regia di William Wyler (1961)
- Venere in pigiama (Boys' Night Out), regia di Michael Gordon (1962)
- La grande fuga (The Great Escape), regia di John Sturges (1963)
- Quel certo non so che (The Thrill of It All), regia di Norman Jewison (1963)
- Letti separati (The Wheeler Dealers), regia di Arthur Hiller (1963)
- Fammi posto tesoro (Move Over, Darling), regia di Michael Gordon (1963)
- Tempo di guerra, tempo d'amore (The Americanization of Emily), regia di Arthur Hiller (1964)
- Le ultime 36 ore (36 Hours), regia di George Seaton (1964)
- L'arte di amare (The Art of Love), regia di Norman Jewison (1965)
- M 5 codice diamanti (A Man Could Get Killed), regia di Ronald Neame e Cliff Owen (1966)
- Duello a El Diablo (Duel at Diablo), regia di Ralph Nelson (1966)
- Una donna senza volto (Mister Buddwing), regia di Delbert Mann (1966)
- Grand Prix, regia di John Frankenheimer (1966)
- L'ora delle pistole (Hour of the Gun), regia di John Sturges (1967)
- Le stelle si vedono di giorno (Pink Jungle), regia di Delbert Mann (1968)
- Uffa papà quanto rompi! (How Sweet It Is!), regia di Jerry Paris (1968)
- Il dito più veloce del West (Support Your Local Sheriff!), regia di Burt Kennedy (1968)
- L'investigatore Marlowe (Marlowe), regia di Paul Bogart (1969)
- Sledge (A Man Called Sledge), regia di Vic Morrow (1970)
- L'infallibile pistolero strabico (Support Your Local Gunfighter), regia di Burt Kennedy (1971)
- Il magliaro a cavallo (Skin Game), regia di Paul Bogart (1971)
- Chi ha ucciso Jenny? (They Only Kill Their Masters), regia di James Goldstone (1972)
- Un piccolo indiano (One Little Indian), regia di Bernard McEveety (1973)
- Un cowboy alle Hawaii (The Castaway Cowboy), regia di Vincent McEveety (1974)
- Health, regia di Robert Altman (1980)
- Un'ombra nel buio (The Fan), regia di Ed Bianchi (1981)
- Victor Victoria, regia di Blake Edwards (1982)
- Tank, regia di Marvin J. Chomsky (1984)
- L'amore di Murphy (Murphy's Romance), regia di Martin Ritt (1985)
- Intrigo a Hollywood (Sunset), regia di Blake Edwards (1988)
- Il distinto gentiluomo (The Distinguished Gentleman), regia di Jonathan Lynn (1992)
- Bagliori nel buio (Fire in the Sky), regia di Robert Lieberman (1992)
- Maverick, regia di Richard Donner (1994)
- Fuga dalla Casa Bianca (My Fellow Americans), regia di Peter Segal (1996)
- Twilight, regia di Robert Benton (1998)
- Space Cowboys, regia di Clint Eastwood (2000)
- I sublimi segreti delle Ya-Ya sisters (Divine secrets of the Ya-Ya sisterhood), regia di Callie Khouri (2002)
- Le pagine della nostra vita (The Notebook), regia di Nick Cassavetes (2004)
- L'ultimo regalo (The Ultimate Gift), regia di Michael O. Sajbel (2006)

### Doppiatore
- Atlantis - L'impero perduto (Atlantis: The Lost Empire), regia di Gary Trousdale e Kirk Wise (2001)

### Televisione
- Conflict – serie TV, episodi 1x05-1x06-1x09 (1956-1957)
- Sugarfoot – serie TV, episodio 1x07 (1957)
- Maverick – serie TV, 83 episodi (1957-1960)
- Indirizzo permanente (77 Sunset Strip) – serie TV, episodio 1x31 (1959)
- Un vero sceriffo (Nichols) – serie TV, 24 episodi (1971-1972)
- Agenzia Rockford (The Rockford Files) – serie TV (1974-1980)
- Bret Maverick – serie TV, 18 episodi (1981-1982)
- Streets of Laredo – serie TV, 3 episodi (1995)
- Ostaggi del silenzio (Dead Silence), regia di Daniel Petrie Jr. – film TV (1997)
- Tutta colpa della neve (One Special Night), regia di Roger Young – film TV (1999)
- 8 semplici regole (8 Simple Rules) – serie TV, 45 episodi (2003-2005)

## Riconoscimenti
- 2 Emmy Award: 
  - nel 1977 come Migliore Attore protagonista in una serie drammatica in Agenzia Rockford;
  - nel 1987 (premio speciale) come Migliore Attore di serie drammatica, in Promise (serie TV);
- 1 Golden Apple Awards nel 1987 come Star dell'Anno (alla pari con James Woods);
- 2 Golden Globe: 
  - nel 1991 come Migliore Attore protagonista in mini-serie televisiva, in Decoration Day ;
  - nel 1994 come Migliore Attore protagonista in mini-serie televisiva, in Barbarians at the Gate;
- Stella alla Hollywood Walk of Fame (categoria Star della TV), 6927 Hollywood Blvd.
- Premi Oscar 1986 - Nomination all'Oscar al miglior attore per L'amore di Murphy

## Doppiatori italiani
Nelle versioni in italiano dei suoi film, James Garner è stato doppiato da:
- Pietro Biondi in Breathing Lessons, Maverick, Twilight, Tutta colpa della neve, Space Cowboys, I sublimi segreti delle Ya-Ya sisters, 8 semplici regole
- Pino Locchi in Sayonara, Commandos, Quota periscopio, Victor Victoria, Intrigo a Hollywood
- Renato Turi in Venere in pigiama, La grande fuga, Letti separati, Le ultime 36 ore, Grand Prix
- Sergio Graziani in Fammi posto tesoro, Duello a El Diablo, Sledge, L'ultimo regalo
- Giuseppe Rinaldi in Quel certo non so che, L'ora delle pistole, Quelle due
- Cesare Barbetti in La ragazza che ho lasciato, L'amore di Murphy
- Gianfranco Bellini in Soli nell'infinito, Il cerchio della vendetta
- Pino Colizzi in Un piccolo indiano, Un cowboy nelle Hawaii
- Rino Bolognesi in Il dito più veloce del West
- Michele Kalamera in L'investigatore Marlowe
- Renzo Palmer in L'infallibile pistolero strabico
- Marcello Tusco in Agenzia Rockford
- Massimo Foschi in Bagliori nel buio
- Emilio Cappuccio nei film tratti da Agenzia Rockford
- Natale Ciravolo in Fuga dalla Casa Bianca
- Ugo Pagliai in Le pagine della nostra vita

Da doppiatore è stato sostituito da:
- Michele Kalamera in Atlantis - L'impero perduto
- Paolo Marchese in God, the Devil and Bob